# Volcom Pipe Pro
Le Volcom Pipe Pro est une compétition de surf organisée chaque année sur le spot de Banzai Pipeline, sur le North Shore d'Oahu, à Hawaï. Il fait partie depuis 2010 du calendrier Qualifying Series de la World Surf League en catégorie 3 000 jusqu'en 2019, puis en catégorie 5 000 depuis 2020.
Bien qu'il ne figure pas au calendrier du circuit d'élite du championnat du monde (contrairement au Billabong Pipe Masters), il s'agit d'une compétition de surf prestigieuse de par la qualité et renommée internationale du spot de Banzai Pipeline. 

## Histoire
Depuis 2010, la World Surf League (à l'époque nommée Association des surfeurs professionnels) inscrit la compétition au calendrier QS avec une catégorie 3 000. 112 athlètes au total participent à la compétition. Les surfeurs professionnels de plus haut niveau font leur entrée dans la compétition au troisième tour, les deux premiers tours faisant office de phases de qualification pour les surfeurs amateurs. Chaque poule (y compris la finale) est composée de quatre surfeurs.
Depuis 2014, les 16 meilleurs surfeurs hawaïens au classement sont qualifiés pour le Pipe Invitational qui fait figure de tournoi qualificatif pour le Billabong Pipe Masters. 

## Palmarès

### Palmarès complet
| Année           | Vainqueur       | Score | Finaliste(s)                                   | Score(s)          |
| --------------- | --------------- | ----- | ---------------------------------------------- | ----------------- |
| Volcom Pipe Pro |                 |       |                                                |                   |
| 2010            | Jamie O'Brien   | 17.00 | Anthony Walsh Mark Mathews Danny Fuller        | 14.87 14.14 12.16 |
| 2011            | J. J. Florence  | 18.36 | Jamie O'Brien Chris Ward Aamion Goodwin        | 15.34 14.46 10.60 |
| 2012            | J. J. Florence  | 19.93 | Jamie O'Brien Kai Barger Nathan Yeomans        | 19.40 18.20 7.57  |
| 2013            | J. J. Florence  | 16.33 | Chris Ward Josh Kerr Olamana Eleogram          | 14.80 13.83 13.30 |
| 2014            | Kelly Slater    | 15.70 | Wiggolly Dantas Mason Ho Adriano de Souza      | 13.77 11.50 10.70 |
| 2015            | J. J. Florence  | 17.63 | Mason Ho Kelly Slater Sebastian Zietz          | 15.90 9.00 8.47   |
| 2016            | Kelly Slater    | 16.56 | Jamie O'Brien Makai McNamara Bruce Irons       | 9.94 8.90 6.73    |
| 2017            | Soli Bailey     | 13.26 | Adriano de Souza Griffin Colapinto Bruce Irons | 8.43 3.90 3.66    |
| 2018            | Joshua Moniz    | 17.56 | Jamie O'Brien Weslley Dantas Cam Richards      | 17.43 11.23 10.84 |
| 2019            | Jack Robinson   | 14.87 | Barron Mamiya Reef Heazlewood Balaram Stack    | 12.67 9.57 6.93   |
| 2020            | Wiggolly Dantas | 10.03 | João Chianca Yago Dora Seth Moniz              | 7.83 6.30 5.17    |

### Palmarès individuel
| Surfeur            | Pays       | Victoires | Finales | Total d'apparitions |
| ------------------ | ---------- | --------- | ------- | ------------------- |
| John John Florence | Hawaï      | 4         | 0       | 4                   |
| Kelly Slater       | États-Unis | 2         | 1       | 3                   |
| Jamie O'Brien      | Hawaï      | 1         | 4       | 5                   |
| Wiggolly Dantas    | Brésil     | 1         | 1       | 2                   |
| Adriano de Souza   | Brésil     | 0         | 2       | 2                   |
| Mason Ho           | Hawaï      | 0         | 2       | 2                   |
| Bruce Irons        | Hawaï      | 0         | 2       | 2                   |
| Chris Ward         | États-Unis | 0         | 2       | 2                   |